# 201e division de sécurité
Pour les articles homonymes, voir 201e division.
La 201e division de sécurité (en allemand : 201. Sicherungs-Division), ou division de sécurité, était une unité des sicherungstruppen (troupes de sécurité en français) de la Heer au sein de la Wehrmacht.

## Historique
La 201. Sicherungs-Division est formée le 1er juin 1942 à partir de la Sicherungs-Brigade 201.
Elle est attachée à l'Heeresgruppe Nord servant derrière les lignes de front jusqu'à septembre 1942 quand elle est transférée à l'Heeresgruppe Mitte où elle réalise des fonctions de sécurité arrière et d'occupation pendant un an jusqu'à ce qu'elle soit envoyée au front.
Elle subit de très lourdes pertes près de Minsk en juin 1944, la plupart de la division est détruite et les éléments qui ont survécu sont transférés à l'Heeresgruppe Nord terminant la guerre dans la poche de Courlande.

## Organisation

### Commandants
| Date                              | Grade           | Commandant    |
| --------------------------------- | --------------- | ------------- |
| ? mars 1942 - 20 mai 1942         | Generalleutnant | Eugen Demoll  |
| 20 mai 1942 - 13 octobre 1944     | Generalleutnant | Alfred Jacobi |
| 13 octobre 1944 - 20 octobre 1944 | Generalmajor    | Martin Berg   |
| 20 octobre 1944 - 8 mai 1945      | Generalmajor    | Anton Eberth  |

### Officiers d'opérations (Ia)
| Date                              | Grade          | Commandant         |
| --------------------------------- | -------------- | ------------------ |
| Mai 1942 - Juillet 1944           | Oberstleutnant | Wilhelm Hasenauer  |
| Juillet 1944 - ?                  | Rittmeister    | Otto Jüngst        |
| 5 novembre 1944 - 20 janvier 1945 | Major          | Karl-Otto Behrendt |

## Théâtres d'opérations
- Front de l'Est secteur Nord : Mars 1942 - Septembre 1942
- Front de l'Est secteur Centre : septembre 1942 - juin 1944
- Front de l'Est secteur Nord : juin 1944 - octobre 1944
- Poche de Courlande : octobre 1944 - mai 1945

## Ordre de bataille
1942
- Grenadier-Regiment 406
- Sicherungs-Regiment 601
- III. / Artillerie-Regiment 213
- Ostreiterschwadron 201
- Nachrichtenkompanie 201
- Nachschubeinheiten 466

17 novembre 1943
- Sicherungs-Regiment 601
- III. / Artillerie-Regiment 213
- Nachrichten-Kompanie 201
- Ostreiterschwadron 201

Unités subordonnées
- Sicherungs-Regiments-Stab z.b.V. 64
- Sicherungs-Bataillon 579
- Sicherungs-Bataillon 989
- Sicherungs-Bataillon 795 (seulement 2 compagnies)
- Sicherungs-Bataillon 797
- Feldgendarmerie-Kompanien 7 et 27
- Sicherungs-Regiments-Stab 609
- Landesschützen-Bataillon 860
- Landesschützen-Bataillon 231
- Landesschützen-Bataillon 330
- Landesschützen-Bataillon 750
- Panzerzug 61
- Panzerzug 67
- Streckenschutzzug "Blücher"
- Streckenschutzzug "Werner"
- Streckenschutzzug 83

## Décorations
Des membres de cette division ont été récompensés à titre personnel pour leurs faits de guerre:
- Croix allemande en Or
  - 6